# نورس أسترالي

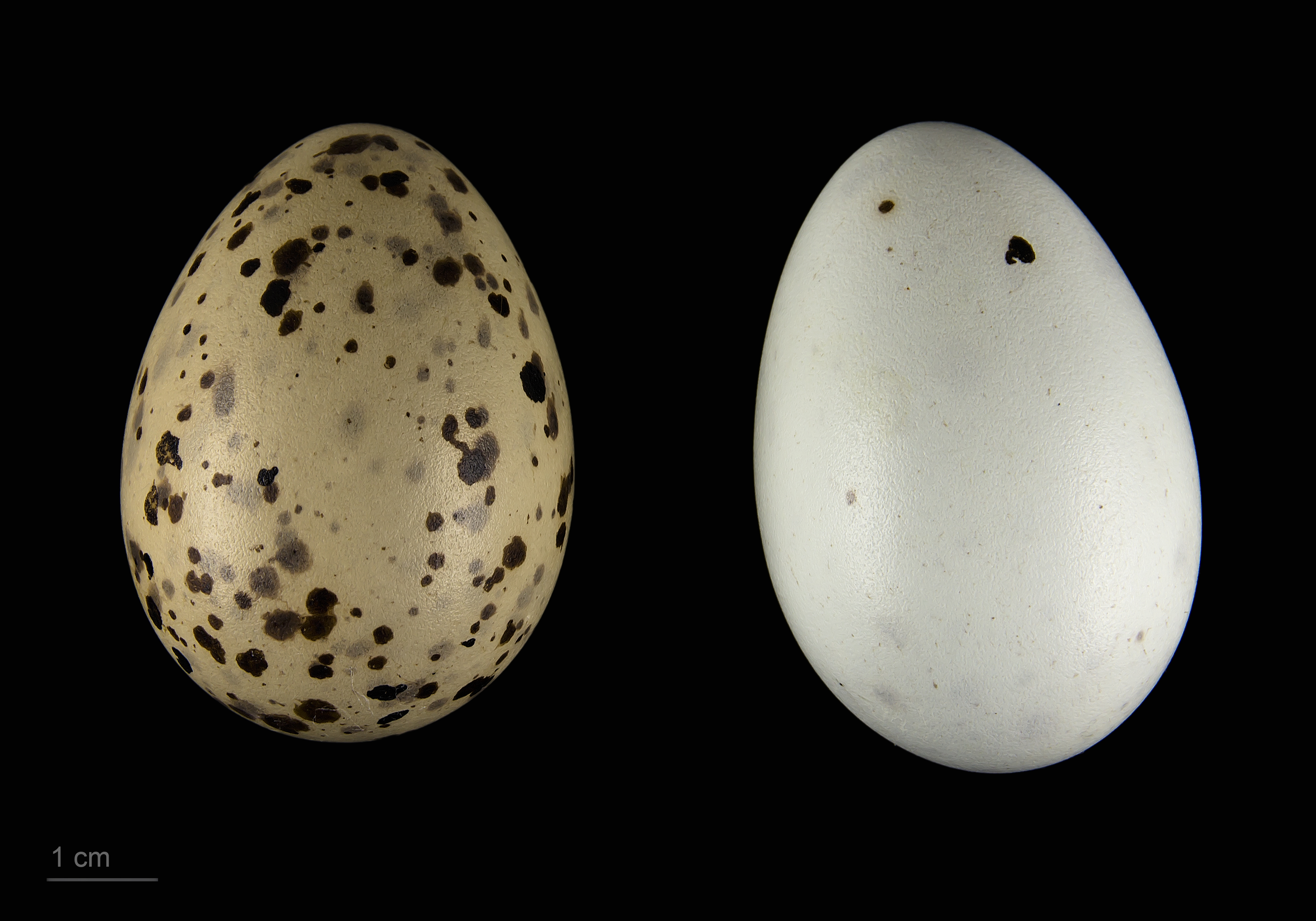
Chroicocephalus novaehollandiae

نورس أسترالي (الاسم العلمي:Larus novaehollandiae) (بالإنجليزية: Silver Gull)‏ هو نوع من الطيور يتبع جنس النورس من الفصيلة النورسية.